# William F. Albright
William Foxwell Albright (ur. 24 maja 1891 w Coquimbo, zm. 19 września 1971 w Baltimore)  – amerykański archeolog, biblista, filolog oraz ceramolog.

## Życiorys
Urodził się jako William Thomas Albright w Coquimbo (Chile), jako syn Wilbera Finleya Albrighta i Zephine Violi Foxwell, misjonarzy metodystycznych. William i jego pięcioro rodzeństwa otrzymali większość swojej wczesnej edukacji od matki. Skrajnie słaby wzrok i okaleczona prawa ręka w wyniku wypadku na farmie ograniczyły aktywność fizyczną Williama i sprzyjały jego intelektualnym poszukiwaniom. W wieku 12 lat przybył do Iowa i uczęszczał do szkoły publicznej. Po uzyskaniu dyplomu licencjata w dziedzinie nauk humanistycznych w 1912 r. z Upper Iowa University, przez krótki czas był dyrektorem małej szkoły średniej w niemieckojęzycznym mieście Menno (Południowa Dakota).

## Kariera
Od wczesnych lat XX w. do swej śmierci, był nestorem archeologów biblijnych oraz uznanym twórcą ruchu archeologii biblijnej. Wśród jego uczniów byli George Ernest Wright, który zastąpił go jako przewodniczący ruchu, a także Frank Moore Cross oraz Raymond E. Brown i David Noel Freedman, którzy stali się na skalę międzynarodową wiodącymi uczonymi w dziedzinie studiów nad Biblią i starożytnym Bliskim Wschodem, włączając piśmiennictwo i paleografię północno-zachodnich języków semickich.

## Publikacje
- Archeologia Palestyny. Stanisław Majchrzak (przekład). Warszawa: Państwowe Wydawnictwo Naukowe, 1964, s. 333.